# Гумлі

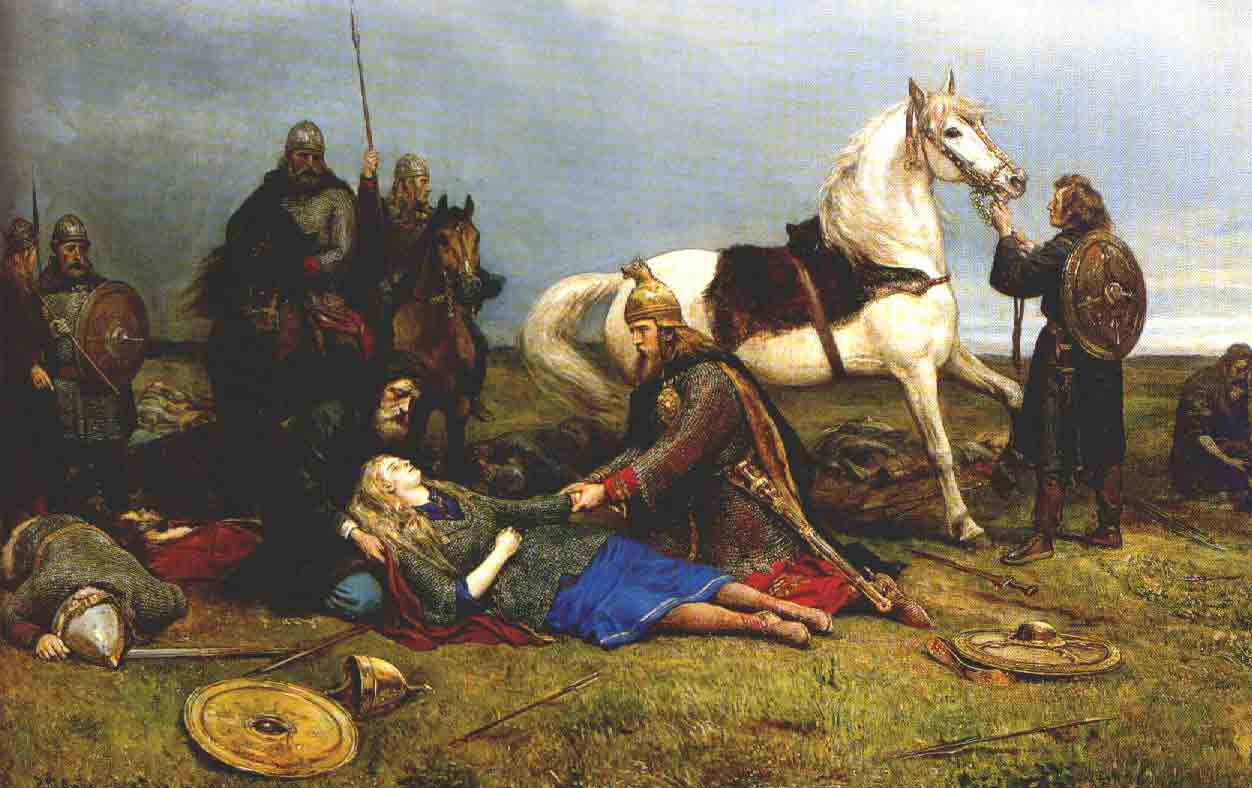
Глед знаходить свою сестру Гервору мертвою після битви під Мюрквідом

Гумлі або Гумло — легендарний король гунів, що правив у 4 ст. за часів великого переселення народів. Згадується в «Битві готів і гунів», яка включена в Сагу про Гервера та у збірці «Поетичної Едди».
Історично є прообразом одного з синів Короля гунів, готів, данців та мідян Аттіли. Гумлі був дідом Гледа, сина короля готів Гейдрика.

## Історія
Гумлі був (легендарним) королем гунів, який, згідно з «Сагою про Гервер», правив у Гуналанді під час великого переселення народів та війни між гунами та готами в 4 столітті н. е.
Він згадується також в епічній поемі «Hlöðskviða». Коли король остготів Гейдрик пішов на гунів, в одній з битв гуни були розбиті, а дочка короля Гумлі Сіфка (Сіфека) була захоплена готським королем. Гейдрик зґвалтував Сіфку (за іншою версією одружився з нею). Дочка короля гунів народила від нього сина Гледа (Hlöðr). Але пізніше Гейдрик одружився з саксонською принцесою, яка народила від нього сина Ангантира. Гейдрик відіслав Сіфку та Гледа назад до короля гунів.
Гумлі виховував Гледа як воїна і свого спадкоємця, і з раннього дитинства привчав до зброї та коней, як це було прийнято у гунів.
Коли Гейдрик помер, остготським королівством заволодів його син Ангантир Гейдрекссон. За порадою Гумлі Глед поїхав до столиці готів Архаймара. Коли Глед прибуває на похорон батька, він зустрічає свого брата Ангантира. Який запрошує свого зведеного брата на тризну. Глед попросив половину королівства, як спадщину по своєму батькові. Агантир натомість пропонує йому третину королівства та велику кількість скарбів і рабів. Але наставник Антантира король геатів Гізур відхилив це прохання, назвав Гледа байстрюком і переконав Ангантира нічого йому не давати.
Гумлі та Гледа образила така відповідь і вони збирають гунську армію з 300 000 воїнів, що виступила проти ґотів. Війна почалась на околицях лісу Мюрквід (Темного лісу), що лежав між землями готів і гунів. Гуни напали на готську фортецю, яку обороняла жінка-воїн Гервора III — сестра Ангантира.
Першу битву гуни виграли, взяли готську фортецю, а Гервора (що також була зведеною сестрою Гледа) загинула під час бою.
Гізур зі своїми військами геатів прийшов на допомогу остготам. Вирішальна битва відбулась на Дунаї. Бій між остготами з геатами та гунами тривав вісім днів із великими втратами з обох боків. Однак готам таки вдалося прорвати лінію оборони гунів.
В цій битві загинули Гумлі та Глед, а також Гізур. Ангантир продовжив правити в Рейдґоталанді.
Вважається, що історичним прообразом цієї битви була Битва при Недао.